# Починок-Слепущий
Починок-Слепущий — деревня в Рыбинском районе Ярославской области России. Входит в Арефинское сельское поселение.

## География
Небольшая деревня расположена в восточной части сельского поселения, на расстоянии около 1 км к юго-западу от деревни Починок-Болотово, наиболее крупной деревни в восточной части поселения. Просёлочная дорога на юго-запад, идущая от Починка-Болотово в Починке-Слепущем разделяется на дорогу к югу длиной 1 км, идущую к деревне Скоково и дорогу к западу длиной 2 км, идущую к деревням Ивановское и Тимошино .

## История
Как Слепущей Починок обозначен на плане Генерального межевания Рыбинского уезда 1792 года.

## Население
| 2007 | 2010 |
| ---- | ---- |
| 3    | ↘1   |

На 1 января 2007 года в деревне Починок-Слепущий числилось 3 постоянных жителя . Почтовое отделение, расположенное в деревне Починок-Болотово, обслуживает в деревне Починок-Слепущий 1 дом .